# بيت القبيسي (جحانة)

تعديل مصدري - تعديل

بيت القبيسي هي إحدى قرى عزلة المعازيب  بمديرية جحانة التابعة لمحافظة صنعاء، بلغ تعداد سكانها 210 نسمة حسب تعداد اليمن لعام 2004.
شيخ القبيله الشيخ محمد ناصر بن ناصر القبيسي